# Sony Xperia T
Sony Xperia T — смартфон от компании Sony Mobile Communications, выпущенный 29 августа 2012 года. Анонс этого смартфона произошёл на выставке в Берлине IFA 2012.

## Технические характеристики
- Стандарт — GSM 900/1800/1900, 3G
- Тип — смартфон/коммуникатор
- Операционная система — Android 4.0
- Тип корпуса — классический
- Материал корпуса — пластик
- Тип SIM-карты — micro-SIM
- Вес — 139 г
- Размеры (ШxВхТ) — 67.3x129.4x9.35 мм
- Тип экрана — цветной TFT, 16.78 млн цветов, сенсорный
- Тип сенсорного экрана — мультитач, ёмкостный
- Диагональ — 4.55 дюйма
- Размер изображения — 720x1280
- Число пикселов на дюйм (PPI) — 323
- Автоматический поворот экрана — есть
- Устойчивое к царапинам стекло — есть
- Тип мелодий — полифонические, MP3-мелодии
- Виброзвонок — есть
- Фотокамера — 13 млн пикс., светодиодная вспышка
- Функции камеры — автофокус, цифровой Zoom 16x
- Распознавание — лиц
- Запись видеороликов — есть
- Макс. разрешение видео — 1920x1080
- Фронтальная камера — есть
- Аудио — MP3, WAV, FM-радио
- Java-приложения — есть
- Разъем для наушников — 3.5 мм
- Интерфейсы — USB, Wi-Fi, Bluetooth
- Спутниковая навигация — GPS/ГЛОНАСС
- Система A-GPS — есть
- Доступ в интернет — WAP, GPRS, EDGE, HSDPA, HSUPA, email POP/SMTP, email IMAP4, HTML
- Синхронизация с компьютером — есть
- Использование в качестве USB-накопителя — есть
- Поддержка DLNA — есть
- Процессор — Qualcomm MSM8260A, 1500 МГц
- Количество ядер процессора — 2
- Видеопроцессор — Adreno 225
- Объём встроенной памяти — 16 Гб
- Объём оперативной памяти — 1024 Мб
- Поддержка карт памяти — MicroSD (TransFlash), объёмом до 32 Гб
- Дополнительные функции SMS — ввод текста со словарем
- MMS — есть
- Тип аккумулятора — Li-Ion
- Ёмкость аккумулятора — 1850 мАч
- Время разговора — 7:00 ч: мин
- Время ожидания — 450 ч
- Время работы в режиме прослушивания музыки — 16 ч
- Громкая связь (встроенный динамик) — есть
- Профиль A2DP — есть
- Датчики — освещенности, приближения, гироскоп, компас
- Поиск по книжке — есть
- Обмен между SIM-картой и внутренней памятью — есть
- Органайзер — будильник, калькулятор, планировщик задач
- Особенности — возможен аккумулятор ёмкостью 1780 mAh